# Anden pinsedag
Anden pinsedag også skrevet 2. pinsedag, mandagen efter første pinsedag, er en helligdag i tilknytning til pinsen i mange europæiske lande: Danmark, Norge, Island, Tyskland, Frankrig, Holland, Belgien, Luxembourg, Schweiz, Østrig, Ungarn, Liechtenstein, Monaco, Rumænien, Grækenland og Cypern. 

## References
1. ↑  http://feiertage.net/ (tysk)
2. ↑  I Rumænien, Grækenland og Cypern følges datoen for den ortodokse pinse

| Kristendom | Spire Denne artikel om kristendom er en spire som bør udbygges. Du er velkommen til at hjælpe Wikipedia ved at udvide den. |